# Chery A11
El Chery A11 ( chino simplificado : 风云 ; pinyin : Fengyun ), también conocido como Fulwin , Fengyun o Windcloud, en su primera fase después pasaría a denominarse A168 y A15 también conocido principalmente como Amulet, Cowin, Qiyun, Flagcloud y bajo la marca TagAZ  como Vortex corda, más tarde pasaría a denominarse Chery E2 también conocido como Cowin 2. Chery Automobile es el primer coche, creado sin la aprobación del gobierno, el modelo ha sido, sin embargo, el primer paso de la historia de éxito de Chery y ayudó a transformar el mercado chino del automóvil de uno depende de las empresas mixtas extranjeras. 

## A11 (Primera serie 1999- 2006 )

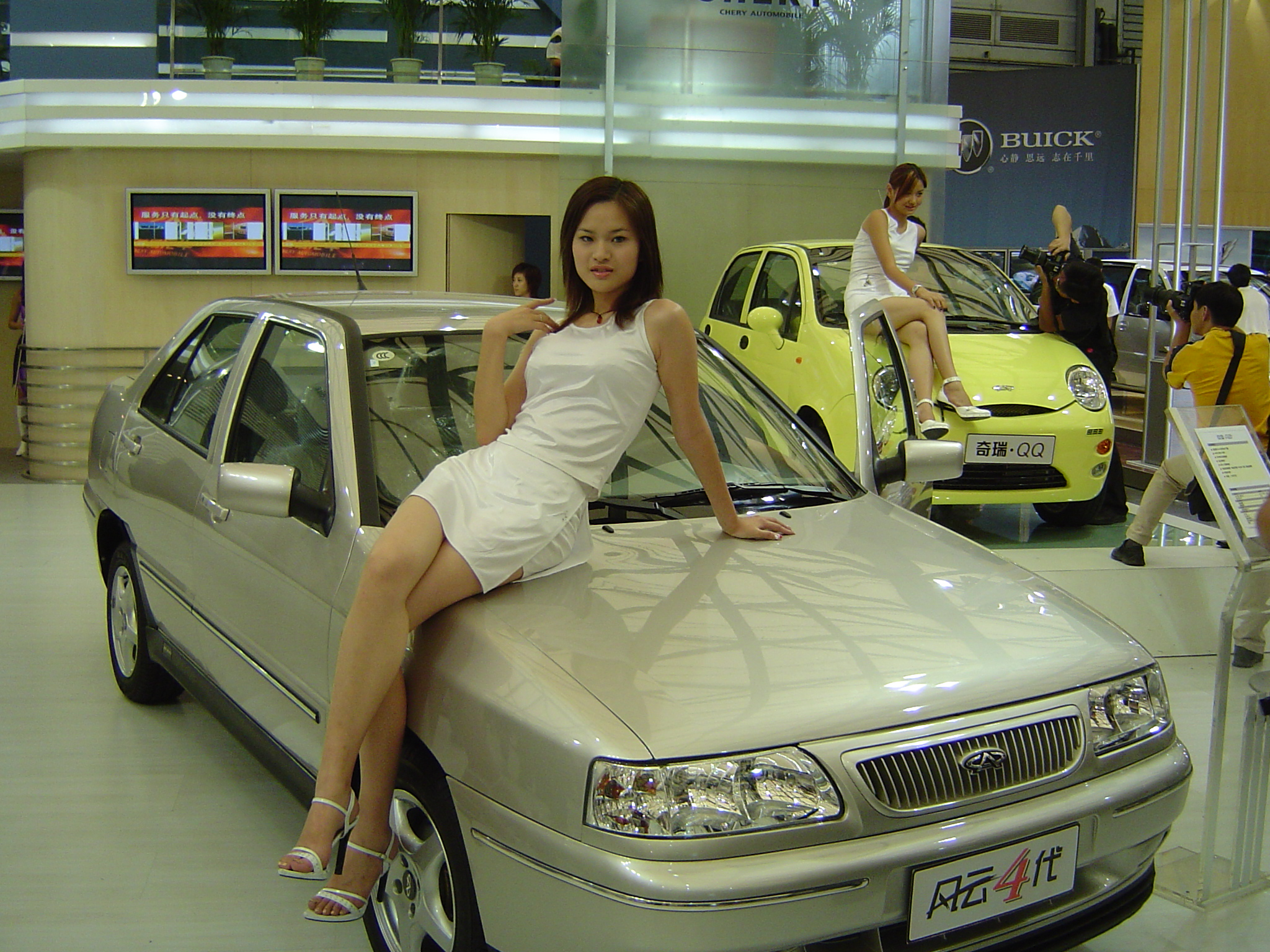
Chery A11 (Fulwin) primer rediseño del modelo

El Chery A11 ( chino simplificado : 风云 ; pinyin : Fengyun ), también conocido como Fulwin o Windcloud es esencialmente un Badge engineering de la primera generación del SEAT Toledo, un modelo que fue construido por SEAT - es decir, la filial española del grupo Volkswagen - 1991/98 desarrollado sobre la plataforma A2 del Grupo Volkswagen. Esta es la misma plataforma utilizada por FAW-VW Automobile, sobre la licencia de construcción del modelo FAW-VW Jetta. La producción del A11 "Windcloud" dependía de ofertas secundarias secretas con los mismos proveedores de piezas al igual que FAW-VW. Un acuerdo ulterior y de fuera de la corte significa que Volkswagen acordó abstenerse de una demanda prevista. La compra de los modelos Toledo también fue ejecutado en secreto, a pesar de que la marca es una filial de Volkswagen: todas estas negociaciones hábiles fueron obra del ingeniero Yin Tongyao, que había trabajado originalmente para empresa conjunta chino de Volkswagen. 
Tongyao fue saqueado originalmente por el gobierno de Wuhu, en la provincia de Anhui, después de haber llegado a la decisión de desarrollar un coche para la producción local. Tongyao también había comprado en voz baja la línea de producción para un bastante anticuado Ford Motor en Inglaterra, que luego fue trasladado a Anhui. Los primeros motores salieron de la línea de producción de mayo de 1999. Este iba a ser el primer motor instalado en el A11, más tarde fueron sustituido por motores más modernos el Tritec y el Acteco. En ese momento, China tiene regulaciones muy estrictas que impiden la entrada de nuevos accionistas en la industria del automóvil, por lo que durante casi dos años Chery fue oficialmente solo productor de "componentes de automoción", aunque de una forma totalmente estratégica. En 2001, Chery finalmente recibió permiso del gobierno para comercializar sus vehículos en todo el país. 
La producción del Chery A11 comenzó en diciembre de 1999 con el nombre Windcloud con el código CAC6340, en un principio la diferencia entre el modelo original de SEAT y el nuevo de Chery eran los logotipos y la calidad de algunos elementos de instrumentación botones y el cuadro eran diferentes. Al poco tiempo en el año 2000 sufre una restylización y el nombre fue cambiado a Fengyun, con el código SQR7160. Posteriormente en el año 2003 se presentó el nuevo Chery A15, que es un rediseño algo profundo, considerado como una segunda serie del modelo, se estuvo vendiendo junto al antiguo Chey A11, el cual finalizaría su producción china en el año 2006.

### Variantes

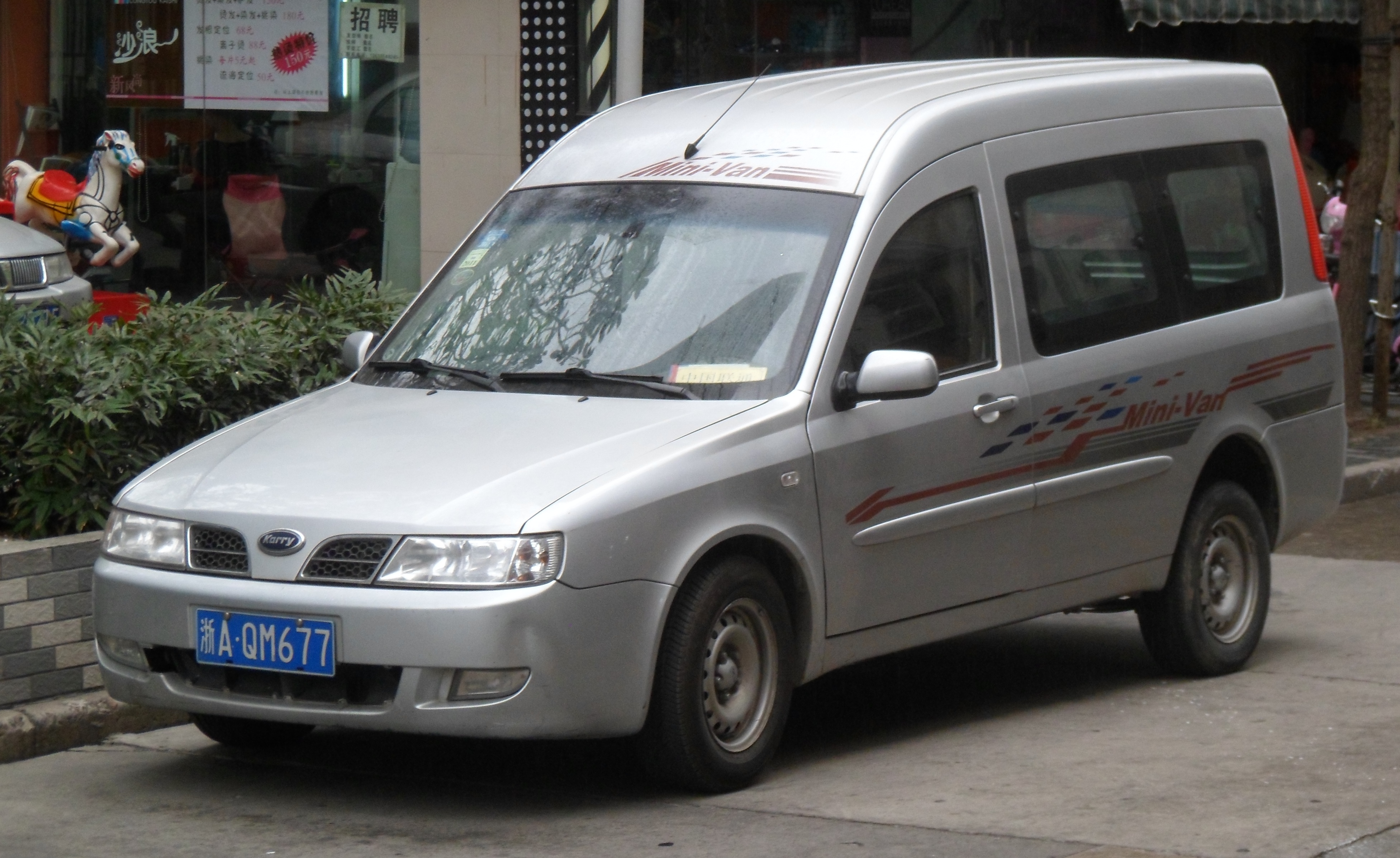
Chery Karry variante furgoneta

#### Chery Fengyun limusina
Chery Fengyun limusina, una versión alargada del Chery Fengyun sedán que se basa en el antiguo Seat Toledo.
La limusina Fengyun se extendió por 20 centímetros alrededor de la B-pilar. Todo espacio extra fue a los pasajeros en la parte trasera. La limusina se hizo a partir de 2001 hasta 2006. 
La energía para el Fengyun estirada vino del mismo motor que el estándar Fengyun, un cuatro cilindros 1.6 con 87 CV. La velocidad máxima para el coche estándar fue de 154 km / h, la limusina era probablemente un poco más lento.

#### Familiar
Binzhou compró los derechos de la versión Fengyun y ellos transformaron el modelo en familiar, manteniendo el motor 1.6 el cual denominaron como Luxing Qiche.

#### Furgoneta
En 2006 apareció una variante furgoneta pequeña la chery A18 también conocida como Chery Karry basada en el turismo Chery A11 - A15, aunque se considera como otro modelo de la marca ya que esta profundamente modificada con un nuevo diseño exterior aunque si compartió muchos elementos y con el mismo interior incluyendo salpicadero que era idéntico al del modelo inicial el SEAT Toledo.

## A15 (Segunda serie 2003 - Presente )

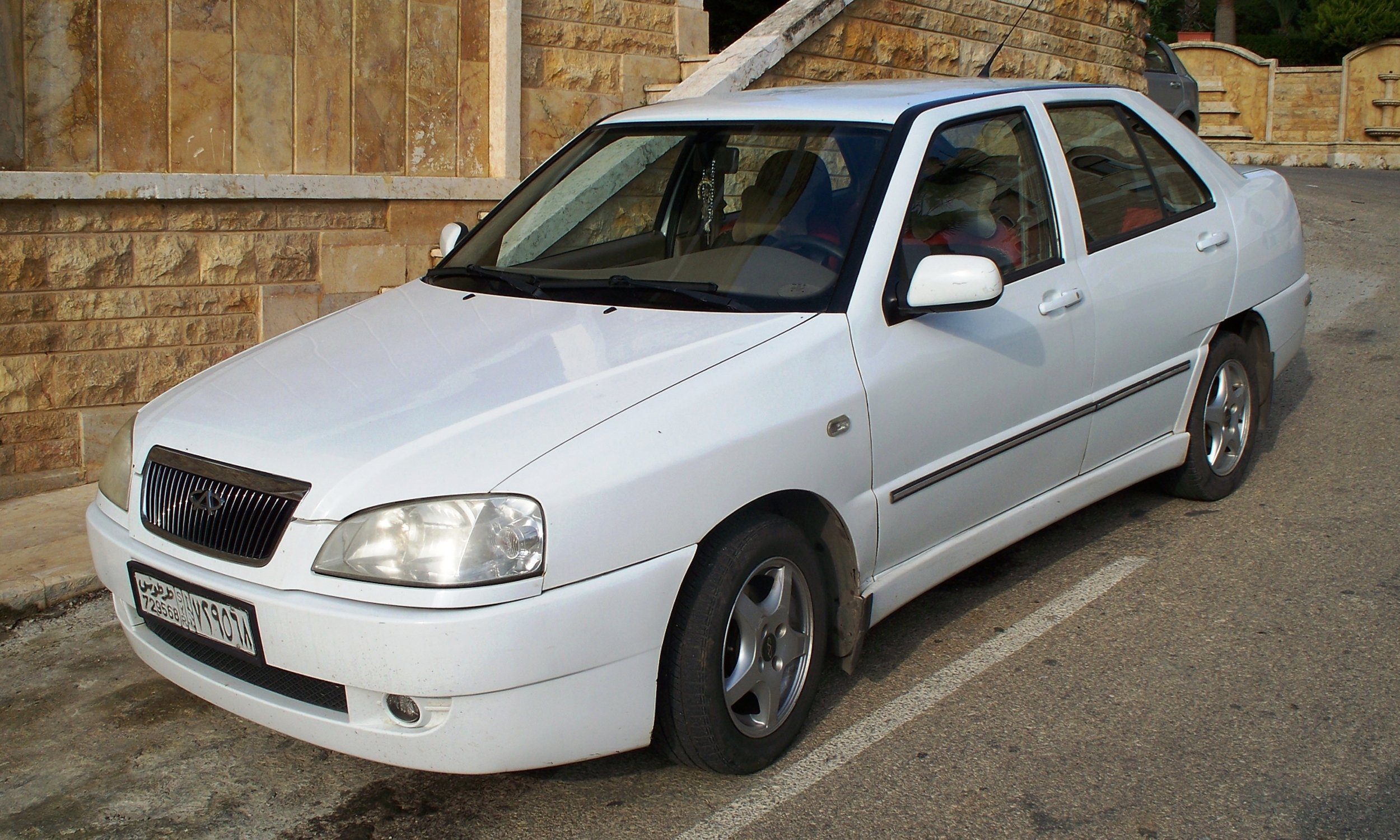
Chery A15 parte delantera

El Chery A15 ( chino simplificado : 旗云 ; pinyin : Qiyun ), también conocido como Cowin , Flagcloud o Amulet, es un coche compacto producido por el fabricante chino Chery Automobile desde 2003. 
Se basa en un rediseño de la Chery A11 (también conocido como el Fengyun, o Windcloud), en sí sobre la base de la primera generación del SEAT Toledo , que fue construido sobre la plataforma A2 Grupo Volkswagen . Esta es la misma plataforma que se utiliza en la segunda generación de Volkswagen Golf . Exteriormente cambia parachoques y un nuevo diseño de faros y calandra, en el interior recibe nuevo salpicadero y paneles. El vehículo también cuenta con un motor de bajo consumo de combustible, bajas emisiones. Se ha comercializado en los países europeos como Ucrania y Rusia y en América del Sur. 
Se puso en marcha en agosto de 2003, como sucesor del Fengyun (Windcloud), y se ha exportado a más de 30 países en el sudeste de Asia, América Latina y Europa del Este. En 2010, reunió a nivel local, el coche salió a la venta en el mercado ruso bajo la marca TagAZ como Vortex Corda .
Consta de 3 reesyling pequeños muy habituales para tener el modelo actualizado los principales cambios afectan a pequeños detalles del exterior como parachoques y faros traseros y algún detalle interior de instrumentación.
- El Pre_restyling: (2003- 2006) con código (SQR7162). El primer modelo, tiene los faros traseros en 2 colores la parte de arriba en rojo y la de abajo en blanco.

- Primer restyling: (2006_ 2008) con código (A160-A168). En esta primera restylización los cambian afectan a los faros traseros que son rojizos con pequeños círculos donde se destacan cada función de luces

- Segundo restyling: (2008- 2010) En el segundo restyling cambian parachoques y algunos detalles del interior, los faros traseros en su interior van haciendo forma de aro uno dentro tras otro para las funciones de las luces.

- Tercer restyling: (2010_ 2012) Es prácticamente igual que el segundo la diferencia es el la parrilla y parachoques en la parte delantera.[3]

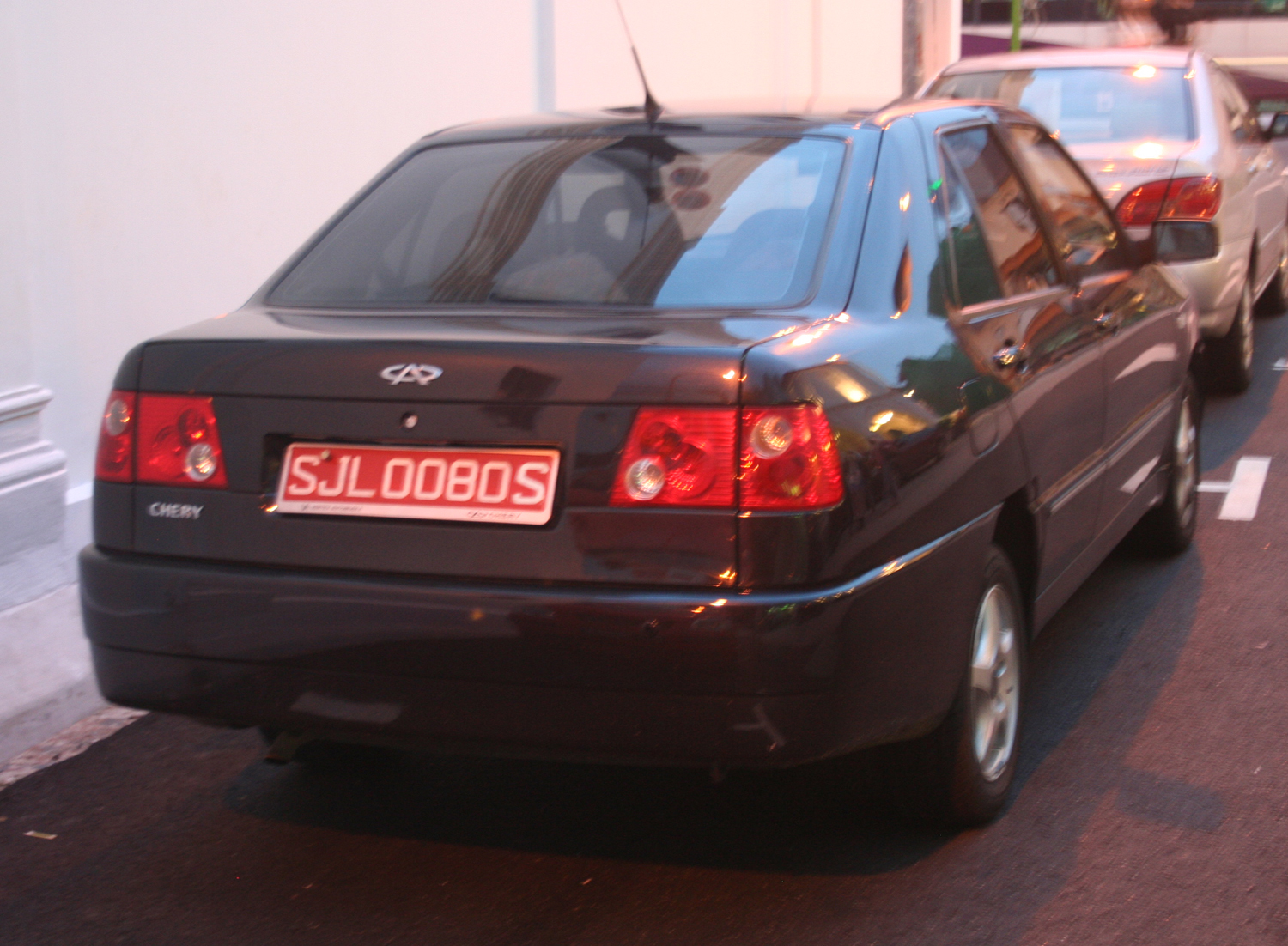
Chery A15 vista trasera (Primer restyling) 2006-2008
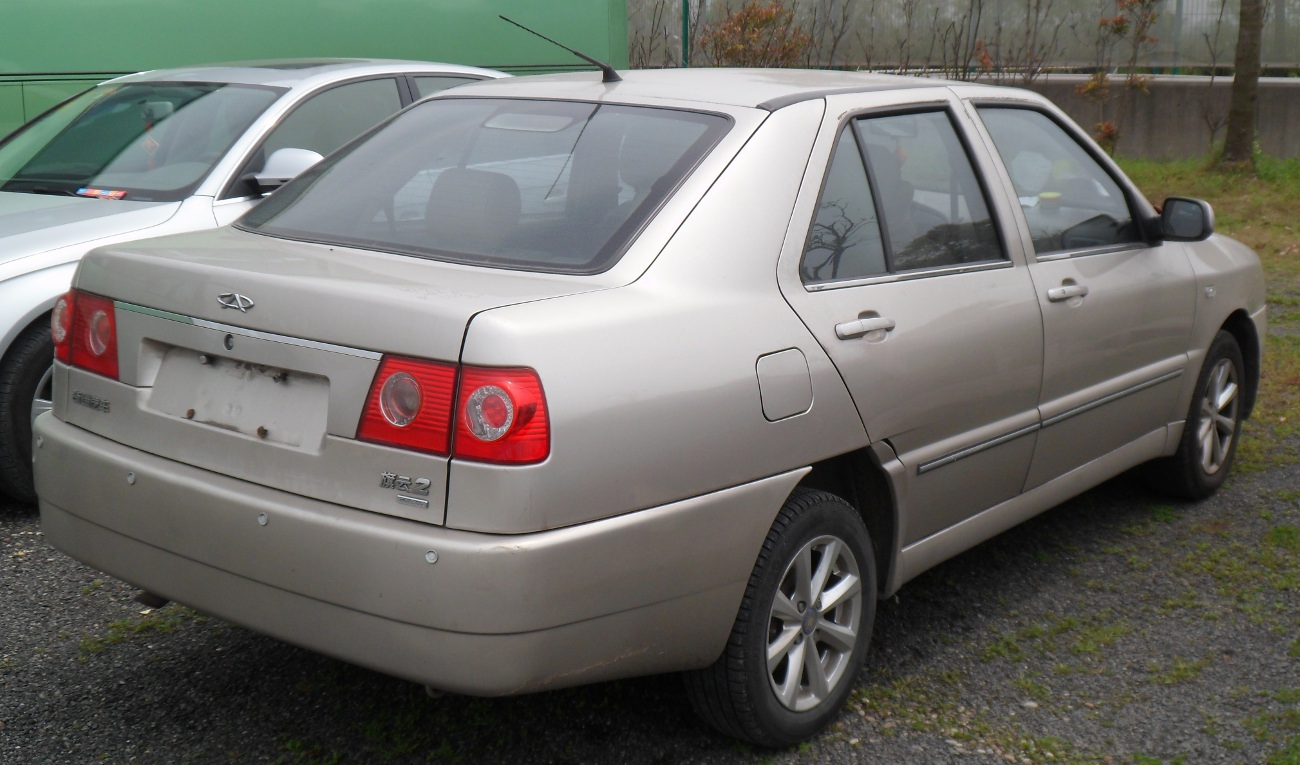
Chery A15 vista trasera (Tercer restyling) 2010-Presente.

## E2 (Tercera serie 2011 - Presente )

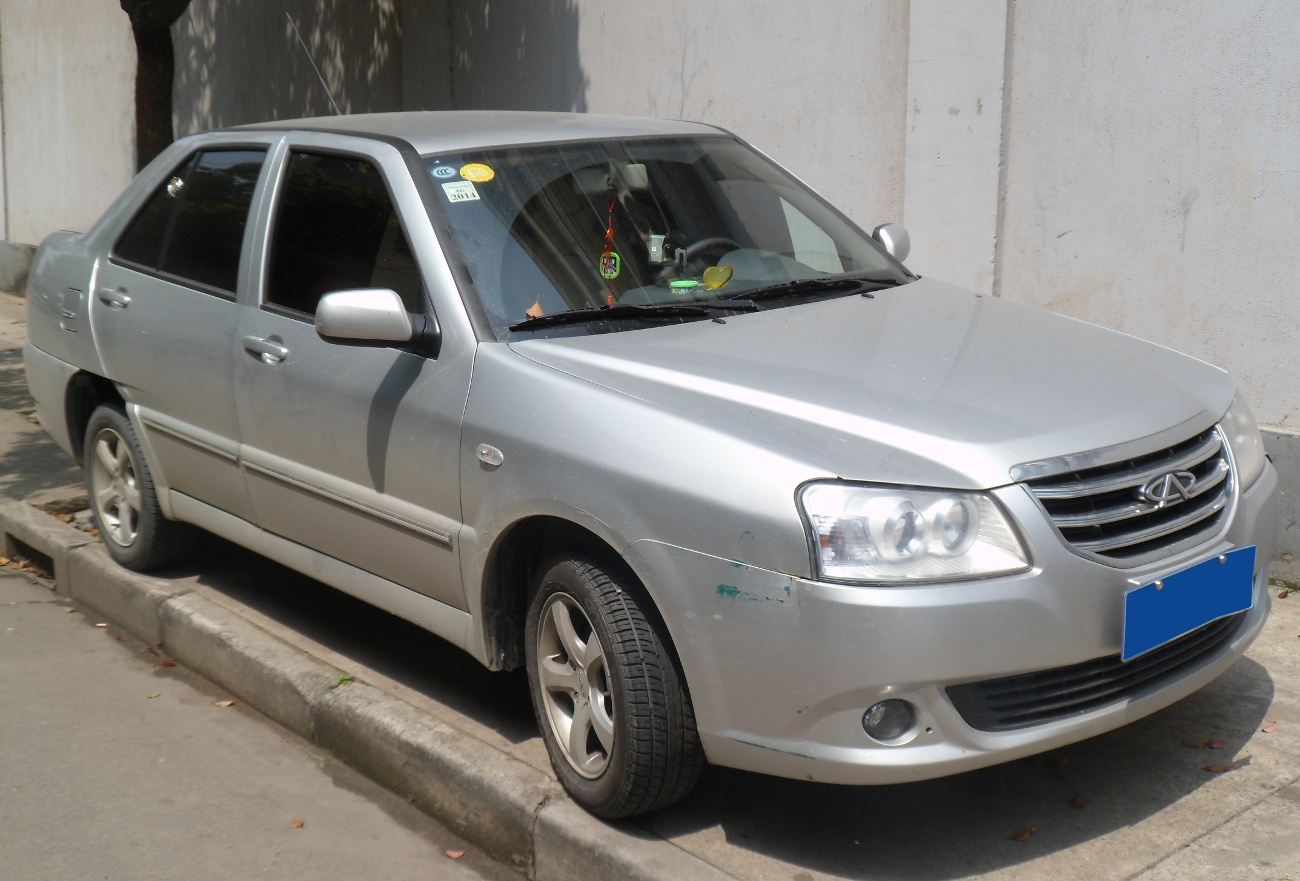
Chery E2 "Cowin 2 FL" (2012)

A finales de 2011 aparece una nueva versión rediseñada, está vez denominada "E2", a esta última se le conoce por el nombre Chery Cowin 2 FL y Chery Amulet FL. El cambio es más profundo se le intenta dar una apariencia más moderna acorde a estos tiempos, el frontal recibe nueva parrilla y nuevas ópticas más grandes, con parachoques diferentes, la trasera se alisa el portón y la matricula pasa a situarse en el parachoques, respecto al interior estrena nuevo salpicadero en la zona central destaca la pantalla de GPS y paneles de puerta también han sido modificados.
El modelo llega a Colombia en 2013 como versión taxi, ya que se llega a un acuerdo con la marca en este país el modelo se pinta de amarillo y es conocido como chery taxi, como equipamiento para esta versión se le incorpora un sistema dual de gas natural. 

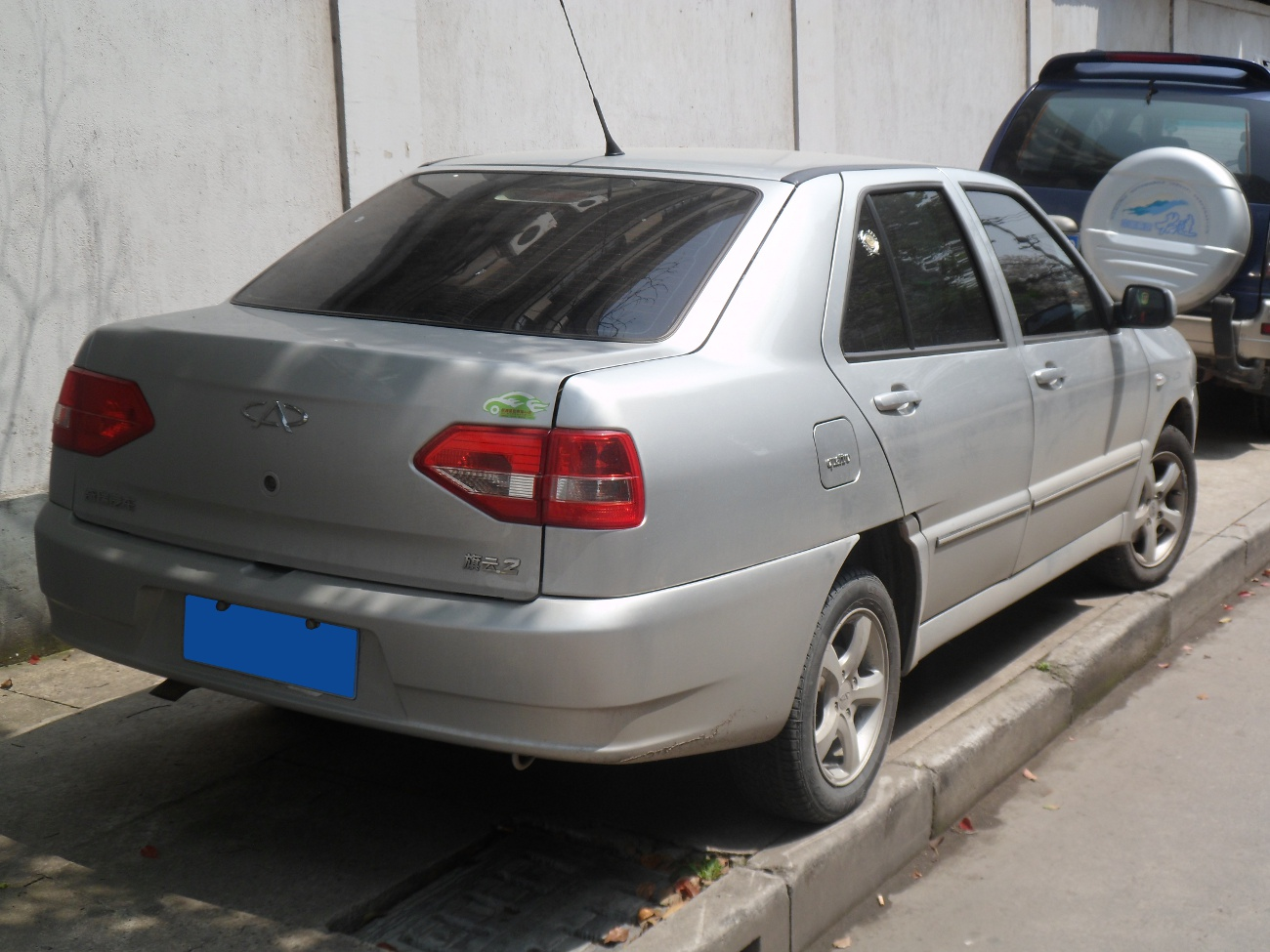
Chery Cowin 2 (2012) vista trasera